# Palazzo Schifanoia
Le Palazzo Schifanoia est un palais de la renaissance italienne situé dans le centre historique de Ferrare, en Émilie-Romagne, construit par la famille d'Este.  Son nom provient probablement de schivar la noia, qui signifie littéralement « échapper à l'ennui ». Il est surtout connu pour les fresques de Francesco del Cossa et de Cosmè Tura qu'il renferme.

## Histoire et description des salles
L'origine du palais remonte à 1385, lorsque Alberto V d'Este se fait construire un pavillon de loisir avec jardin. En 1471, Borso d'Este reçoit le titre de duc de Ferrare du pape Paul II. En préparation de la cérémonie d'investiture, il fait appel à l'architecte Pietro Benvenuto degli Ordini pour agrandir le palais et le doter d'un appartement ducal à l'étage supérieur. Ce palais est sa résidence préférée, « qui chasse l'ennui ». 
Il s'ouvre, après les travaux de Borso, par un portail encadré de pilastres corinthiens supportant un arc orné de motifs à l'antique et surmonté d'une plaque sculptée portant les armes des Este. Les plafonds ornés de stucs et les marqueteries témoignent de la richesse des intérieurs. 
Il comprend notamment un salon de réception (piano nobile) qu'il fait décorer d'un cycle de fresques qui symbolisent le bon gouvernement de l'humanité et de la nature, le Salone dei Mesi (Salon des mois), où sont représentés, pour chaque mois de l'année, les chars des dieux de l'Olympe entourés de leurs animaux attitrés et une personnalisation des signes du zodiaque correspondants.  Réalisées en 1469 et 1470, les figures des dieux proviennent de dessins de Cosmè Tura tandis que les parties sur les occupations de saison et les figures du zodiaque ont été dessinées par Francesco del Cossa et Ercole Ferrarese.
À côté, la Sala delle Virtù (Salle des Vertus) est ornée de bas-reliefs de stuc figurant les Vertus cardinales et théologales par le sculpteur Domenico di Paris (it).
Depuis le Salone dei Mesi, on pouvait passer directement dans le jardin par un escalier monumental qui a été démoli au XVIIIe siècle. Après le départ des Este de Ferrare en 1598, le palais est passé de main en main pour devenir un bâtiment de garnison sous les Habsbourg, puis un entrepôt de tabac et enfin de grain. Lorsque la municipalité de Ferrare en a finalement pris possession, au lendemain de la Première Guerre mondiale, les fresques avaient été largement délavées et endommagées et seules sept d'entre elles restaient lisibles.
Le palais est désormais géré par les Musei Civici d'Arte Antica di Ferrara. Il a été en réfection de 2018 à 2020 pour être mis aux normes antisismiques.

## Iconographie du «Salon des Mois»
Ces fresques célèbrent le bon gouvernement de Borso dans un cadre astrologique et saisonnier qui fournit un prétexte à la représentation des divertissements de la cour. Plus précisément, chaque représentation d'un mois est divisée en trois parties horizontales superposées. La partie inférieure présente des scènes de la vie aux champs et à la ville ; la partie médiane présente, sur un fond sombre, les signes du zodiaque entourés de trois figures allégoriques des décans ; la partie supérieure présente le triomphe de la divinité qui gouverne le mois. Au registre inférieur, le duc est présent dans chaque scène, chassant, payant son bouffon, assistant à une course de chevaux ou bien encore, rendant la justice. Les murs sont divisés en dix-neuf panneaux, séparés par des pilastres en trompe-l'œil, peints en grisaille.
Douze des panneaux des murs figurent les mois de l'année et les signes du zodiaque. Bélier, Taureau et Gémeaux sont sur le mur est ; Cancer, Lion, Vierge et Balance sur le mur nord ; Scorpion, Sagittaire et Capricorne sur le mur ouest ; il ne reste que les dessins du Verseau et des Poissons sur le mur sud. Les sept panneaux en dehors du cycle zodiacal sont aujourd'hui très abîmés. Ils représentaient sans doute des scènes de cour et de tournois.
Aby Warburg a identifié en 1912 la source de cette riche iconographie dans l'Astronomica du poète latin Marcus Manilius du Ier siècle après J.-C., qui identifie chaque dieu à un signe du zodiaque. Le texte a été redécouvert par Poggio Bracciolini en 1417, mais l'intérêt pour cette œuvre ne se développe qu'à partir de 1450, en particulier à Ferrare. Il existe vingt-six manuscrits du texte datés de la seconde moitié du XVe siècle, dont aucun ne comporte d'illustrations. Le cycle pictural du palais a sans doute été pensé par un humaniste de la cour demeuré anonyme.
La frise du triomphe des dieux antiques a été peinte la première. Ses paysages manquent de profondeur. Elle offre un style un peu dépassé au milieu du XVe siècle, quand les peintres florentins appliquent avec dextérité la perspective linéaire. Les signes du zodiaque se détachent sur un fond bleu profond, symbole d'éternité. Le registre inférieur adopte clairement les principes de la perspective linéaire, mettant en scène chaque épisode de manière isolée, afin de présenter le duc Borso avec beaucoup de naturalisme et un véritable souci du détail.
Un gouvernement idéal est figuré ici comme le montre l'utilisation systématique de rochers ou de grottes qui ne sont pas présentent dans le paysage ferrarais. Ils représentent la Terre, alors que le Feu l'est par le grande cheminée du mur sud. L'Eau est omniprésente dans les fresques, ainsi que l'Air dans le mouvement des drapés. Les quatre éléments répondent au calendrier et au zodiaque dans une représentation encyclopédique du monde qui fait de la Ferrare de Borso d'Este un microcosme, véritable image de la Terre, en correspondance avec le macrocosme de l'Univers. La fresque permet plusieurs niveaux de lecture avec un message savant destiné au prince et aux humanistes de sa cour, alors que les fastes déployés s'adressent aux simples courtisans.

## Collections
Outre les fresques, le musée du palais Schifanoia contient des pièces variées: collection numismatique, médailles du XVe siècle, sculptures néoclassiques, manuscrits enluminés, céramiques italiennes du Moyen-Âge et de la Renaissance.

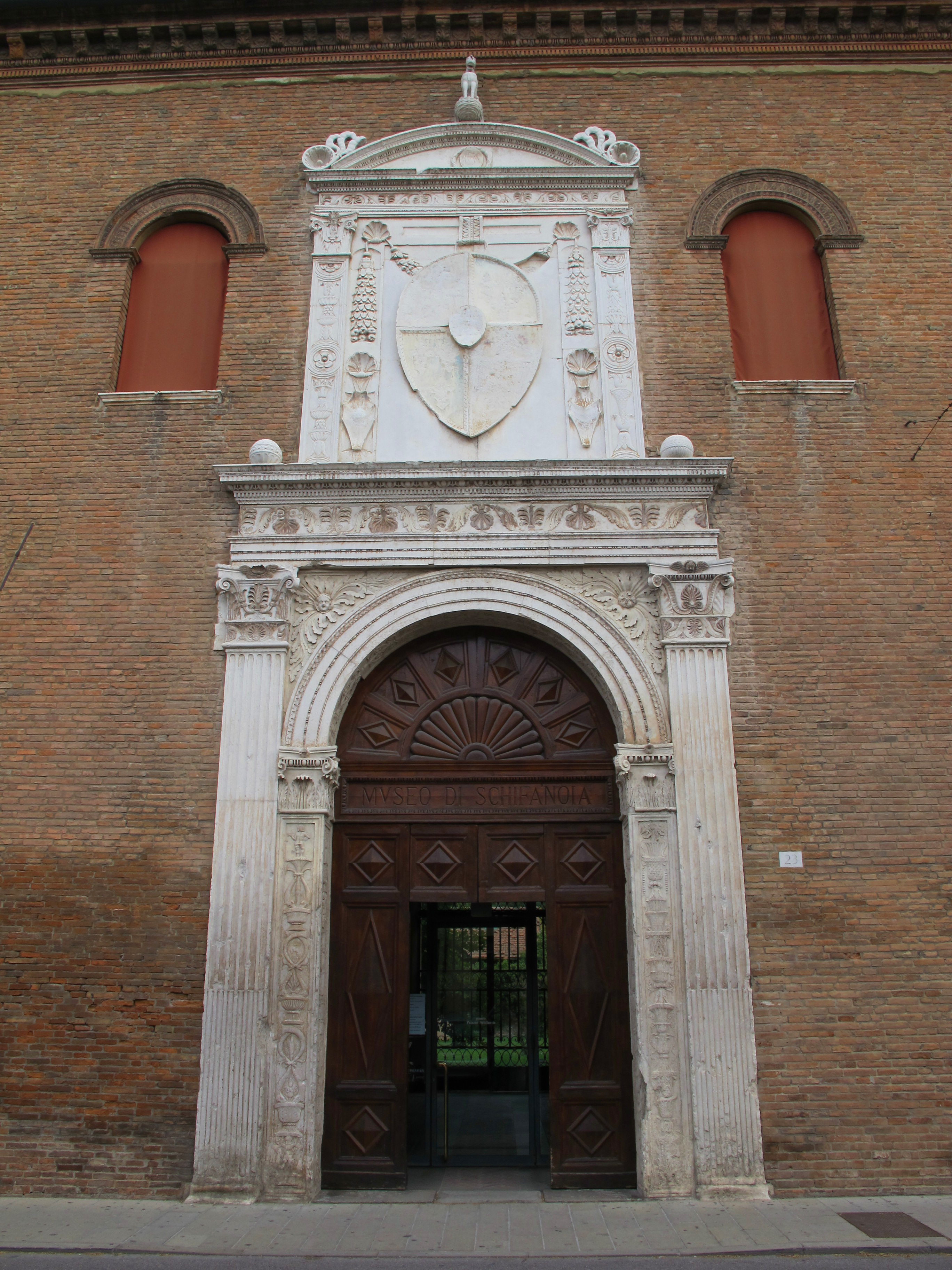
Portail.
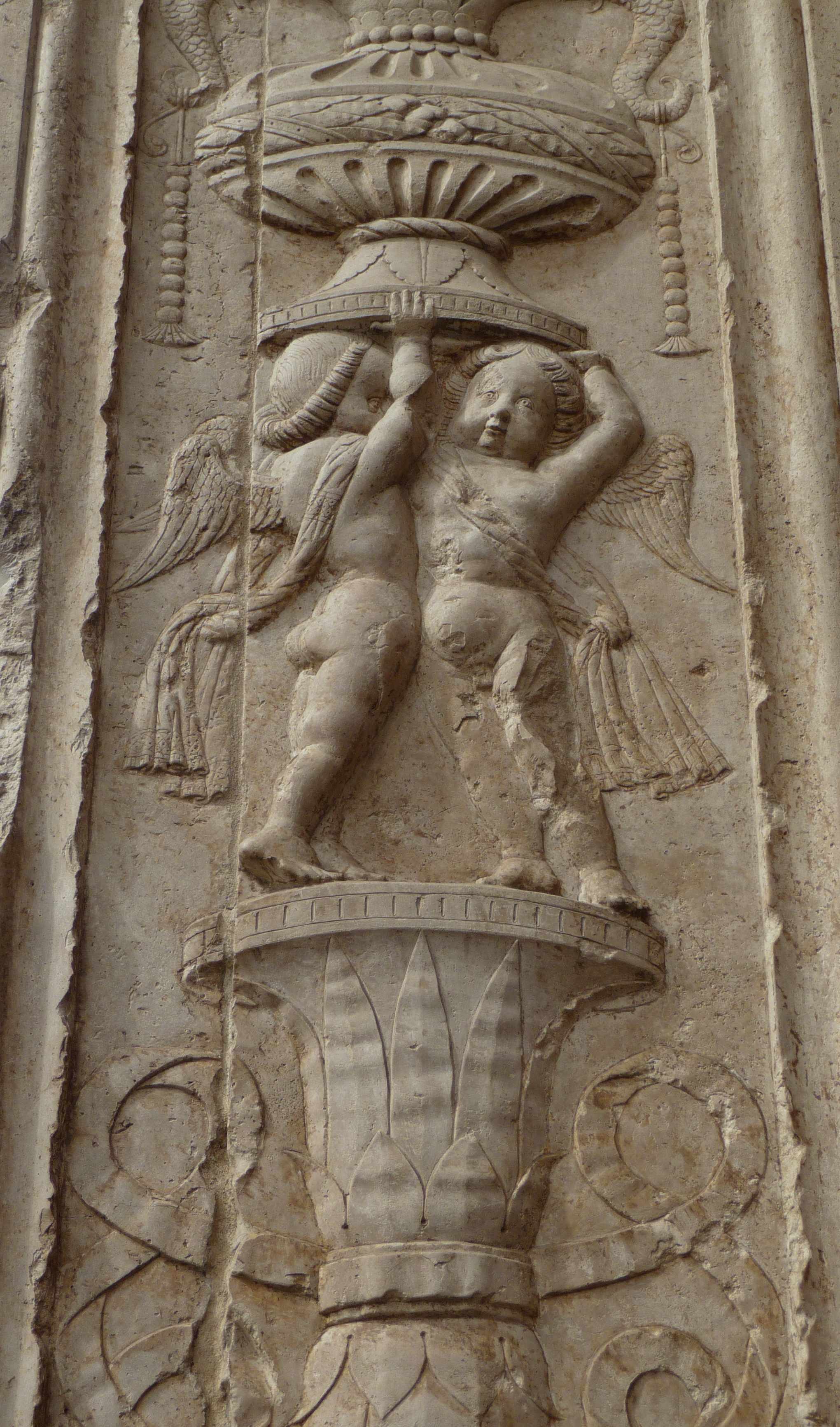
Détails du portail.
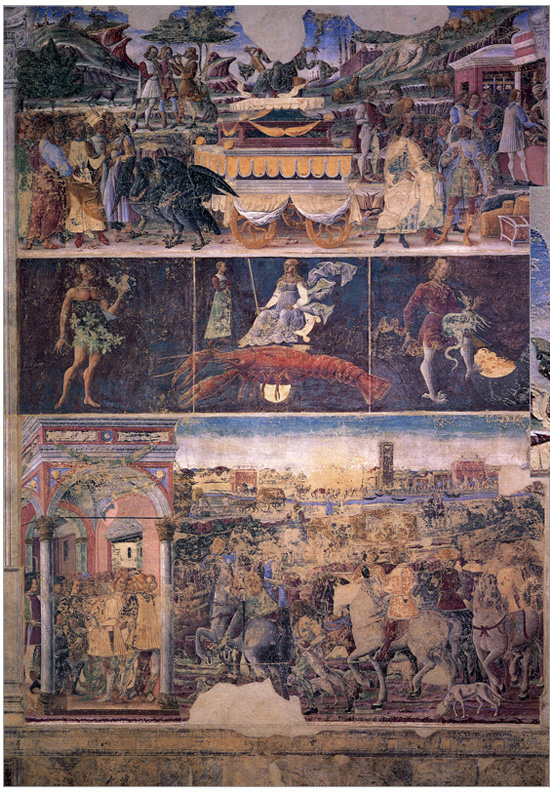
Le mois de Juin et le Triomphe de Mercure de Francesco del Cossa.